# لوئیز فیلیپه فونتلس
لوئیز فیلیپه مارکز فونتلس (به پرتغالی: Luiz Felipe Marques Fonteles) (زاده ۱۹ ژوئن ۱۹۸۴) بازیکن والیبال اهل برزیل عضو تیم ملی والیبال برزیل و باشگاه شهرداری اورمیه است.
فونتلس به همراه تیم ملی برزیل به قهرمانی لیگ جهانی ۲۰۱۳ و مدال طلا المپیک ریو ۲۰۱۶ رسید.